# Stojnik (gmina miejska Sopot)
Stojnik (cyr. Стојник) – wieś w Serbii, w mieście Belgrad, w gminie miejskiej Sopot. W 2011 roku liczyła 567 mieszkańców.